# Jonathan Williams
Jonathan Williams (El Cairo, Egipto, 26 de octubre de 1942-Málaga, España, 31 de agosto de 2014) fue un piloto británico de automovilismo de velocidad que disputó una carrera de la Fórmula 1.

## Carrera
Jonathan Williams debutó en la undécima y última carrera de la temporada 1967 de Fórmula 1 (la decimoctava temporada de la historia) del Campeonato Mundial de Fórmula 1, disputando el 22 de octubre de 1967 el Gran Premio de México en el Autódromo Hermanos Rodríguez de la  Ciudad de México. Participó en una única carrera puntuable para el campeonato de la F1, donde consiguió finalizar en octava posición de la carrera y no logró ningún punto para el campeonato del mundo de pilotos.
También compitió en las 24 Horas de Le Mans de 1968 y 1970, en esta última carrera, el Porsche 908/2 que conducía llevaba una cámara que grabó imágenes para la película Le Mans.

## Resultados

### Fórmula 1
(Clave) (negrita indica pole position) (cursiva indica vuelta rápida)

| Año  | Escudería                  | 1   | 2   | 3   | 4   | 5   | 6   | 7   | 8   | 9   | 10  | 11    | Pos. | Puntos |
| ---- | -------------------------- | --- | --- | --- | --- | --- | --- | --- | --- | --- | --- | ----- | ---- | ------ |
| 1967 | Scuderia Ferrari SpA SEFAC | RSA | MON | NED | BEL | FRA | GBR | GER | CAN | ITA | USA | MEX 8 | NC   | 0      |